# Bonifacius Erasmi de Rode
Bonifacius Erasmi de Rode (auch: Bonifatius von Rhode, Roda, Bonifatius Erasmi; * um 1480 in Zörbig; † 29. Januar 1560 in Pößneck) war ein deutscher Mathematiker und evangelischer Theologe.

## Leben
Rode bezog im Sommersemester 1502 die Universität Krakau, wo er am 14. September 1505 Baccalaureus der sieben freien Künste wurde. Er hieß eigentlich Bonifacius von Rode, nannte sich aber auch später noch in der Erinnerung an Krakau Bonifacius Erasmi. Im Wintersemester 1505 wechselte er an die Universität Wittenberg, wo er 1509 Magister der Artes liberalis wurde.
Nachdem Christoph Scheurl 1509 die neuen Statuten der Wittenberger Hochschule verfasst hatte, versuchte man Bartholomäus Stein für die Professur der Mathematik zu gewinnen. Da dieser jedoch ablehnte, kam Rode, der damals auch Magister Zörbig genannt wurde, in den Genuss der ersten Mathematikprofessur an der Wittenberger Hochschule. Nachdem er 1513 in den Senat der philosophischen Fakultät aufgenommen worden war, war er 1515 Dekan der philosophischen Fakultät.
In Wittenberg hatte er die beginnende geistliche Bewegung um Martin Luther erlebt, wobei er sich das theologische Rüstzeug erworben hatte, um 1518 als Pleban nach Heilingen zu gehen. Dort stand er öfter mit Andreas Bodenstein in Verbindung, der seinen Rat schätzte. Im Herbst wurde er 1524 als Diakon nach Pößneck versetzt, wo er am Montag nach Pauli Bekehrung 1560 verstarb. Man errichtete ihm dort ein Epitaph, das ihn als pflichtbewussten Geistlichen auswies.